# Isabelle Olsson
Anna Isabelle Olsson född 15 april 1993, är en svensk före detta konståkerska som tog brons i SM i Växjö 2013 och därefter deltog i Europamästerskapet i konståkning i Budapest i januari 2014. Hon började med skridskor 1996 och tävlar för Mörrums Konståkningsklubb i Karlshamns kommun där hon är uppvuxen.
Under SM i konståkning vintern 2015 kom Isabelle på en andraplats efter 54.15 poäng i det korta programmet och 93.83 i det långa vilket gav en total poäng på 147.98. Efter det korta programmet låg Isabelle tvåa. Hon placerade sig på en tredjeplats i det långa men lyckades ändå hålla kvar sin andra placering.
Olsson blev uttagen till landslaget första gången 2008.